# Юченков, Константин Глебович
Константин Глебович Юченков (22 июня 1947, Смоленск — 28 декабря 2019, Тверь) — советский и российский актёр, народный артист Российской Федерации (1999), Заслуженный артист РСФСР (1982).

## Биография
Родился в семье Народного артиста УССР Глеба Ивановича Юченкова и актрисы Ирины Константиновны Браун.
В 1969 году окончил ГИТИС, курс профессора Г. Г. Конского и О. Н. Андровской.
В том же году присоединился к труппе Ульяновского театра.
В 1973—1974 годах работал в Русском драматическом театре города Таллина.
С 1974 года служил в Тверском академическом театре драмы.
В 2017 году снялся в роли коррумпированного губернатора в клипе группы «Ленинград» на композицию «Кольщик».
В 2018 году исполнил роль генерал-майора Хоменко, командующего 30-й армией в сериале «Прощаться не будем».
Скончался на 73-м году жизни 28 декабря 2019 года в Твери.

## Семья
Был дважды женат.
Первая жена — Зоя Михайловна Самсонова, народная артистка России, ведущая актриса Ульяновской областного драматического театра. Сын — заслуженный артист России Денис Юченков. Внуки Глеб и Иван.
Вторая жена — Ирина Васильевна Андрианова, народная артистка России, актриса Тверского театра драмы. Дочь — Алёна, кандидат филологических наук, специалист по скандинавским языкам. Внуки — Арина, Дмитрий и Юля.